# بلومفيلد رود
بلومفيلد روود (بالإنجليزية: Bloomfield Road)‏ هو ملعب كرة قدم يقع في مقاطعة لانكشير، إنجلترا، يتسع لـ 17,338 متفرج وهو الملعب الأساسي لنادي بلاكبول.

## التاريخ
افتتح الملعب عام 1899. تم تجديده في 1999.